# Zielenodolsk
Zielenodolsk (ros. Зеленодольск) – miasto w Rosji, w Tatarstanie, przystań nad Wołgą. Około 100 tys. mieszkańców (2020).
Położony na lewym brzegu Wołgi, 38 km od Kazania, jest piątym co do liczby mieszkańców miastem Tatarstanu oraz drugim co do znaczenia miastem aglomeracji kazańskiej. Ważny ośrodek przemysłowy: duża stocznia rzeczna, produkująca jednostki pełnomorskie (w tym okręty wojenne) z własnym biurem konstrukcyjnym, przemysł elektromaszynowy, produkcja aparatury chłodniczej i sprzętu AGD, przemysł meblarski, spożywczy. Węzeł kolejowy na linii Gorkowskiej Kolei Żelaznej (linia Kazań - Moskwa).
Z Zielenodolska pochodzi Dina Garipowa, rosyjska wokalistka, zwyciężczyni programu Gołos, reprezentantka Rosji podczas 58. Konkursu Piosenki Eurowizji w 2013 roku.